# WTA South Carolina 1985
Il WTA South Carolina 1985 è stato un torneo di tennis giocato sulla terra rossa. È stata la 1ª edizione del torneo, che fa parte del Virginia Slims World Championship Series 1985. Si è giocato a Seabrook Island negli USA dal 1° al 7 aprile 1985.

## Campionesse

### Singolare
Katerina Maleeva ha battuto in finale  Virginia Ruzici con il punteggio di 6–3, 6–3

### Doppio
Svetlana Černeva /   Larisa Neiland hanno battuto in finale  Elise Burgin /  Lori McNeil con il punteggio di 6–1, 6–3